# 2549 Baker
2549 Baker è un asteroide della fascia principale. Scoperto nel 1976, presenta un'orbita caratterizzata da un semiasse maggiore pari a 3,1860974 UA e da un'eccentricità di 0,1816965, inclinata di 0,06182° rispetto all'eclittica.